# Bathynanus inversus
Bathynanus inversus är en armfotingsart som beskrevs av Zezina 1981. Bathynanus inversus ingår i släktet Bathynanus och familjen Chlidonophoridae. Inga underarter finns listade i Catalogue of Life.